# Black Market Radio
Black Market Radio est un groupe de rock américain originaire de New York largement influencé par le groupe de grunge Soundgarden.

## Membres
- Peter Cornell (lead vocals & guitare) (frère de Chris Cornell)
- Jason Filyaw (vocals & lead guitare)
- John Hummel (Drums)
- Keith Mancino (basse)

## Albums
- Suicide Parlour (2006)
- Better than a Killer (7/08/2007)

Ce dernier est un remixe de leur premier album, Suicide Parlour, avec un seul nouveau titre, Ghost.